# Cam Nancarrow
Cam Nancarrow (* 9. April 1945 in Sydney) ist ein ehemaliger australischer Squashspieler.

## Werdegang
Cam Nancarrow begann seine professionelle Karriere im Jahr 1973, nachdem er zuvor als Amateur äußerst erfolgreich war. Bereits 1967 erreichte er das Finale der British Open, das er gegen Geoff Hunt in drei Sätzen verlor. Zehn Jahre später, 1977, konnte er ein weiteres Mal das Endspiel erreichen, unterlag aber erneut Geoff Hunt, diesmal in vier Sätzen. Mit der australischen Nationalmannschaft gewann er zwischen 1967 und 1973 viermal die Weltmeisterschaft. 
Nach dem Ende seiner Karriere zog er nach Queensland, wo er als Möbelrestaurateur arbeitete. Er ist Mitglied der Squash Australia Hall of Fame.

## Erfolge
- Weltmeister mit der Mannschaft: 4 Titel (1967, 1969, 1971, 1973)